# Alphonse Marie Louis de Saint-Séverin
Alphonse Marie Louis de Saint-Séverin, född 1705, död 1757, var en fransk diplomat. Han var Frankrikes sändebud i Sverige från 1737 till 1741. 